# Olympische Sommerspiele 1996/Leichtathletik – 800 m (Männer)

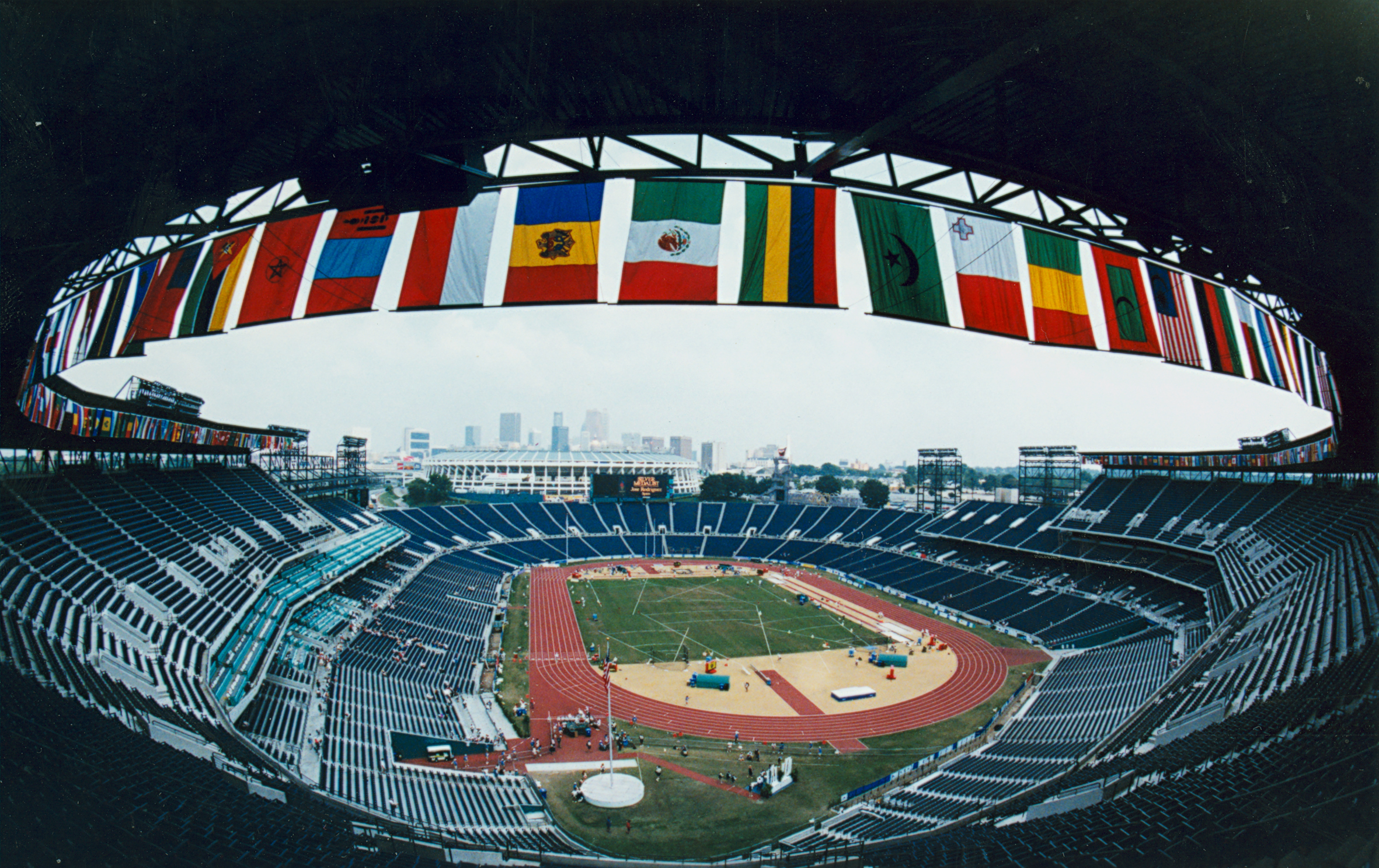
Das Centennial Olympic Stadium von Atlanta im Jahr 1996

Der 800-Meter-Lauf der Männer bei den Olympischen Spielen 1996 in Atlanta wurde am 28., 29. und 31. Juli 1996 im Centennial Olympic Stadium ausgetragen. 56 Athleten nahmen teil.
Olympiasieger wurde der Norweger Vebjørn Rodal. Er gewann vor dem Südafrikaner Hezekiél Sepeng und dem Kenianer Frederick Onyancha.
Deutsche Teilnehmer waren Joachim Dehmel und Nico Motchebon. Während Dehmel in der Vorrunde scheiterte, qualifizierte sich Motchebon für das Finale, in dem er Rang fünf belegte.

Für die Schweiz ging André Bucher an den Start. Er schied im Halbfinale aus.

Athleten aus Österreich und Liechtenstein nahmen nicht teil.

## Aktuelle Titelträger
| Olympiasieger 1992                      | William Tanui ( Kenia)         | 1:43,66 min | Barcelona 1992       |
| Weltmeister 1995                        | Wilson Kipketer ( Dänemark)    | 1:45,08 min | Göteborg 1995        |
| Europameister 1994                      | Andrea Benvenuti ( Italien)    | 1:46,12 min | Helsinki 1994        |
| Panamerikanischer Meister 1995          | José Luíz Barbosa ( Brasilien) | 1:46,02 min | Mar del Plata 1995   |
| Zentralamerika und Karibik-Meister 1995 | Mario Watson ( Jamaika)        | 1:46,88 min | Guatemala-Stadt 1995 |
| Südamerika-Meister 1995                 | José Luíz Barbosa ( Brasilien) | 1:46,16 min | Manaus 1995          |
| Asienmeister 1995                       | Kim Yong-hwan ( Südkorea)      | 1:50,05 min | Jakarta 1995         |
| Afrikameister 1996                      | Frederick Onyancha ( Kenia)    | 1:46,69 min | Yaoundé 1996         |
| Ozeanienmeister 1994                    | Mark Tonks ( Neuseeland)       | 1:50,38 min | Auckland 1994        |

## Rekorde

### Bestehende Rekorde
| Weltrekord         | 1:41,73 min | Sebastian Coe ( Großbritannien) | Florenz, Italien           | 10. Juni 1981  |
| Olympischer Rekord | 1:43,00 min | Joaquim Cruz ( Brasilien)       | Finale OS Los Angeles, USA | 6. August 1984 |

### Rekordverbesserung
Der norwegische Olympiasieger Vebjørn Rodal verbesserte den bestehenden olympischen Rekord im Finale am 31. Juli um 42 Hundertstelsekunden auf 1:42,58 min. Den Weltrekord verfehlte er dabei um 85 Hundertstelsekunden.
Anmerkung:
Alle Zeiten sind in Ortszeit Atlanta (UTC−5) angegeben.

## Vorrunde
28. Juli 1996
Die Sportler traten zu insgesamt acht Vorläufen an. Für das Halbfinale qualifizierten sich pro Lauf die ersten zwei Athleten. Darüber hinaus kamen die acht Zeitschnellsten, die sogenannten Lucky Loser, weiter. Die direkt qualifizierten Athleten sind hellblau, die Lucky Loser hellgrün unterlegt.

### Vorlauf 1
19:15 Uhr
| Platz | Name                   | Nation         | Zeit (min) |
| ----- | ---------------------- | -------------- | ---------- |
| 1     | Vebjørn Rodal          | Norwegen       | 1:45,30    |
| 2     | Curtis Robb            | Großbritannien | 1:45,85    |
| 3     | José Luíz Barbosa      | Brasilien      | 1:46,58    |
| 4     | David Matthews         | Irland         | 1:46,76    |
| 5     | Joachim Dehmel         | Deutschland    | 1:47,12    |
| 6     | Joseph Rakotoarimanana | Madagaskar     | 1:47,33    |
| 7     | Tommy Asinga           | Suriname       | 1:48,29    |

### Vorlauf 2
19:21 Uhr
| Platz | Name                 | Nation      | Zeit (min) |
| ----- | -------------------- | ----------- | ---------- |
| 1     | Philip Kibitok       | Kenia       | 1:45,34    |
| 2     | Nico Motchebon       | Deutschland | 1:45,82    |
| 3     | Bruno Konczylo       | Frankreich  | 1:46,04    |
| 4     | Adem Hecini          | Algerien    | 1:47,23    |
| 5     | Abdul Rahman Abdulla | Katar       | 1:48,52    |
| 6     | Flávio Godoy         | Brasilien   | 1:48,91    |
| 7     | Chérif Baba Aidara   | Mauretanien | 1:56,20    |

### Vorlauf 3

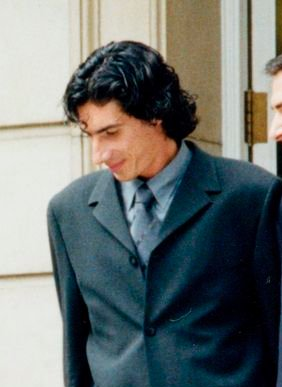
Andrés Manuel Díaz – ausgeschieden als Vierter des dritten Vorlaufs

19:27 Uhr
| Platz | Name               | Nation         | Zeit    |
| ----- | ------------------ | -------------- | ------- |
| 1     | Norberto Téllez    | Kuba           | 1:47,24 |
| 2     | Craig Winrow       | Großbritannien | 1:47,41 |
| 3     | Pavel Soukup       | Tschechien     | 1:47,67 |
| 4     | Andrés Manuel Díaz | Spanien        | 1:47,86 |
| 5     | Atle Douglas       | Norwegen       | 1:48,60 |
| 6     | Cedric Harris      | Dominica       | 1:51,46 |
| 7     | Fernando Arlete    | Guinea-Bissau  | 2:00,07 |

### Vorlauf 4
19:33 Uhr
| Platz | Name                 | Nation     | Zeit (min) |
| ----- | -------------------- | ---------- | ---------- |
| 1     | David Kiptoo         | Kenia      | 1:45,11    |
| 2     | Giuseppe D’Urso      | Italien    | 1:45,27    |
| 3     | Johan Botha          | Südafrika  | 1:45,63    |
| 4     | Jimmy Jean-Joseph    | Frankreich | 1:45,64    |
| 5     | Ibrahim Mohamed Aden | Somalia    | 1:47,31    |
| 6     | Charles Nkazamyampi  | Burundi    | 1:47,95    |
| 7     | Tavakalo Kailes      | Vanuatu    | 1:55,07    |
| 8     | Naseer Ismail        | Malediven  | 1:58,70    |

### Vorlauf 5
19:39 Uhr
| Platz | Name             | Nation    | Zeit (min) |
| ----- | ---------------- | --------- | ---------- |
| 1     | Johnny Gray      | USA       | 1:45,87    |
| 2     | Einārs Tupurītis | Lettland  | 1:45,88    |
| 3     | Savieri Ngidhi   | Simbabwe  | 1:46,46    |
| 4     | Balázs Korányi   | Ungarn    | 1:46,63    |
| 5     | António Abrantes | Portugal  | 1:47,73    |
| 6     | Clive Terrelonge | Jamaika   | 1:48,29    |
| 7     | Themba Makhanya  | Swasiland | 1:59,02    |

### Vorlauf 6
19:45 Uhr
| Platz | Name                 | Nation         | Zeit (min) |
| ----- | -------------------- | -------------- | ---------- |
| 1     | Arthémon Hatungimana | Burundi        | 1:47,10    |
| 2     | Andrea Benvenuti     | Italien        | 1:47,45    |
| 3     | Marius van Heerden   | Südafrika      | 1:47,46    |
| 4     | David Strang         | Großbritannien | 1:47,96    |
| 5     | Boris Kaweschnikow   | Kirgisistan    | 1:48,88    |
| 6     | José Parrilla        | USA            | 1:49,99    |
| 7     | Yaya Terap Adoum     | Tschad         | 1:52,68    |

### Vorlauf 7
19:51 Uhr
| Platz | Name               | Nation     | Zeit (min) |
| ----- | ------------------ | ---------- | ---------- |
| 1     | Benyounès Lahlou   | Marokko    | 1:45,85    |
| 2     | Frederick Onyancha | Kenia      | 1:46,07    |
| 3     | Paul Byrne         | Australien | 1:47,05    |
| 4     | Alex Morgan        | Jamaika    | 1:47,40    |
| 5     | Mohamed Babiker    | Sudan      | 1:48,50    |
| 6     | Manlio Molinari    | San Marino | 1:56,08    |
| DNS   | Roberto Parra      | Spanien    |            |

### Vorlauf 8
19:57 Uhr
| Platz | Name            | Nation                   | Zeit (min) |
| ----- | --------------- | ------------------------ | ---------- |
| 1     | Hezekiél Sepeng | Südafrika                | 1:46,45    |
| 2     | André Bucher    | Schweiz                  | 1:46,85    |
| 3     | Andrea Giocondi | Italien                  | 1:47,26    |
| 4     | Brandon Rock    | USA                      | 1:48,47    |
| 5     | Jean Derstine   | Haiti                    | 1:48,82    |
| 6     | Saeed Basweidan | Jemen                    | 1:49,35    |
| 7     | Greg Rhymer     | Britische Jungferninseln | 1:50,03    |

## Halbfinale
29. Juli 1996
Aus den drei Halbfinalläufen qualifizierten sich pro Lauf die ersten zwei Athleten für das Finale. Darüber hinaus kamen die zwei Zeitschnellsten, die sogenannten Lucky Loser, weiter. Die direkt qualifizierten Athleten sind hellblau, die Lucky Loser hellgrün unterlegt.

### Lauf 1
18:50 Uhr
| Platz | Name            | Nation         | Zeit (min) |
| ----- | --------------- | -------------- | ---------- |
| 1     | Hezekiél Sepeng | Südafrika      | 1:45,16    |
| 2     | Nico Motchebon  | Deutschland    | 1:45,40    |
| 3     | Philip Kibitok  | Kenia          | 1:45,58    |
| 4     | André Bucher    | Schweiz        | 1:46,41    |
| 5     | Giuseppe D’Urso | Italien        | 1:46,97    |
| 6     | Paul Byrne      | Australien     | 1:47,58    |
| 7     | Bruno Konczylo  | Frankreich     | 1:48,02    |
| 8     | Craig Winrow    | Großbritannien | 1:48,57    |

### Lauf 2

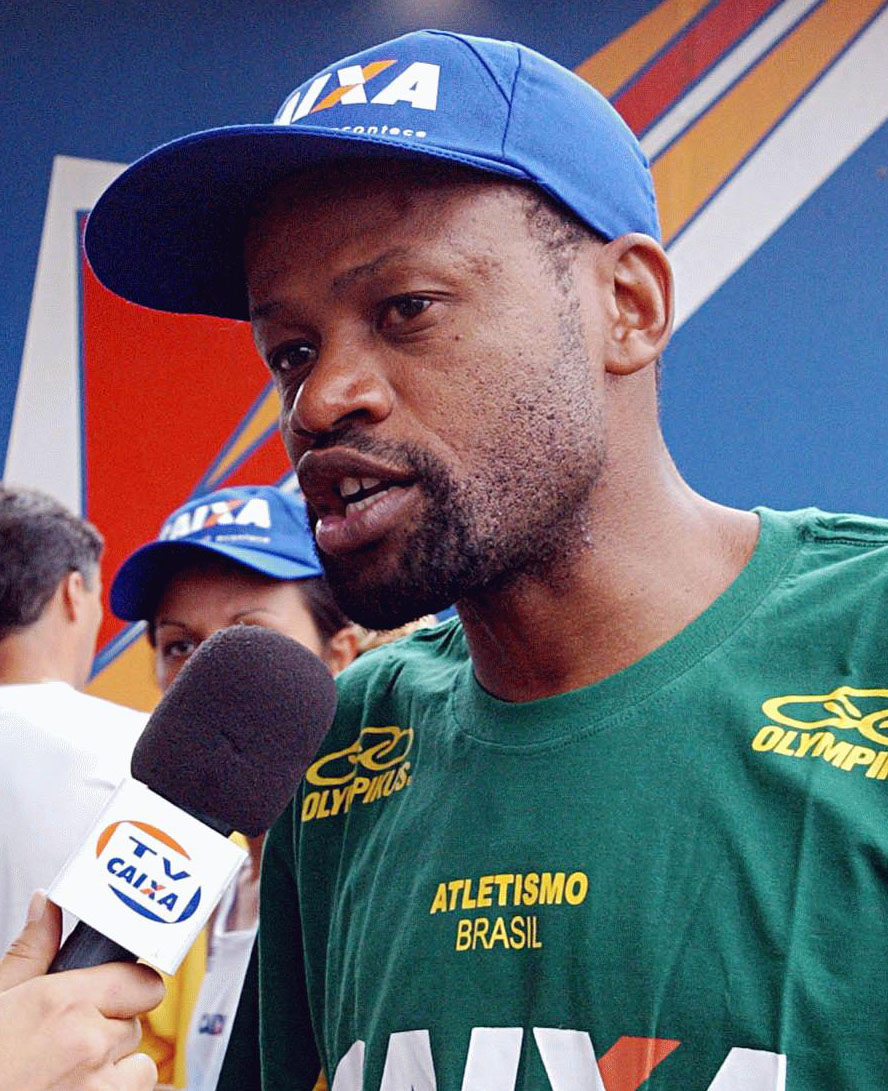
José Luíz Barbosa – ausgeschieden als Achter des zweiten Halbfinals

18:56 Uhr
| Platz | Name                 | Nation         | Zeit (min) |
| ----- | -------------------- | -------------- | ---------- |
| 1     | Benyounès Lahlou     | Marokko        | 1:43,99    |
| 2     | Johnny Gray          | USA            | 1:44,00    |
| 3     | Frederick Onyancha   | Kenia          | 1:44,02    |
| 4     | Arthémon Hatungimana | Burundi        | 1:44,92    |
| 5     | Savieri Ngidhii      | Simbabwe       | 1:46,78    |
| 6     | Curtis Robb          | Großbritannien | 1:47,48    |
| 7     | Johan Botha          | Südafrika      | 1:48,06    |
| 8     | José Luíz Barbosa    | Brasilien      | 1:50,33    |

### Lauf 3
19:02 Uhr
| Platz | Name              | Nation     | Zeit (min) |
| ----- | ----------------- | ---------- | ---------- |
| 1     | Norberto Téllez   | Kuba       | 1:43,79    |
| 2     | David Kiptoo      | Kenia      | 1:43,90    |
| 3     | Vebjørn Rodal     | Norwegen   | 1:43,96    |
| 4     | Einārs Tupurītis  | Lettland   | 1:46,41    |
| 5     | David Matthews    | Irland     | 1:47,83    |
| 6     | Jimmy Jean-Joseph | Frankreich | 1:48,50    |
| 7     | Balázs Korányi    | Ungarn     | 1:50,03    |
| DNF   | Andrea Benvenuti  | Italien    |            |

## Finale
31. Juli 1996, 20:35 Uhr
| Platz | Name               | Nation      | Zeit (min) | Anmerkung |
| ----- | ------------------ | ----------- | ---------- | --------- |
| 1     | Vebjørn Rodal      | Norwegen    | 1:42,58    | OR        |
| 2     | Hezekiél Sepeng    | Südafrika   | 1:42,74    |           |
| 3     | Frederick Onyancha | Kenia       | 1:42,79    |           |
| 4     | Norberto Téllez    | Kuba        | 1:42,85    |           |
| 5     | Nico Motchebon     | Deutschland | 1:43,91    |           |
| 6     | David Kiptoo       | Kenia       | 1:44,19    |           |
| 7     | Johnny Gray        | USA         | 1:44,21    |           |
| 8     | Benyounès Lahlou   | Marokko     | 1:45,52    |           |

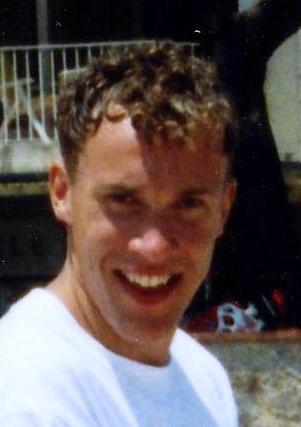
Olympiasieger Vebjørn Rodal

Für das Finale hatten sich zwei Kenianer qualifiziert. Komplettiert wurde das Finalfeld durch je einen Starter aus Deutschland, Kuba, Marokko, Norwegen, Südafrika und den USA.
Der amtierende Weltmeister Wilson Kipketer aus Kenia, der international für Dänemark startete, konnte nicht antreten. Er hatte die dänische Staatsbürgerschaft noch nicht erhalten und bekam daher keine Freigabe vom kenianischen Verband. Die im Finale vertretenen Kenianer Frederick Onyancha und David Kiptoo waren noch relativ unbekannt und deshalb schwer einzuschätzen. Vizeweltmeister Arthémon Hatungimana und auch Europameister Andrea Benvenuti aus Italien waren im Halbfinale ausgeschieden. So war es nicht ganz einfach, einen Favoritenkreis für dieses Rennen auszumachen. Dazu gehörten der norwegische WM-Dritte und Vizeeuropameister Vebjørn Rodal, der Südafrikaner Hezekiél Sepeng und der deutsche WM- und EM-Vierte Nico Motchebon.
Das Finalrennen wurde lange Zeit vom US-Amerikaner Johnny Gray angeführt, der hier zum vierten Mal bei Olympischen Spielen antrat und ein sehr hohes Tempo vorlegte. Die 400-Meter-Marke wurde mit 49,55 s sogar in weniger als fünfzig Sekunden durchlaufen. Onyancha und der Marokkaner Benyounès Lahlou folgten auf den Plätzen zwei und drei. Auf der Gegengeraden orientierte sich der bis dahin weiter hinten liegende Rodal außen vorbei am Feld weiter nach vorne. In der letzten Kurve lag er gleichauf mit Gray, musste aber außen laufen. Gleich hinter den beiden spurteten auch Kiptoo und der Kubaner Norberto Téllez. Ausgangs der Kurve war noch nichts entschieden, es ging äußerst eng zu. Auf der Zielgeraden änderte sich die Reihenfolge noch einmal deutlich. Vebjørn Rodal setzte sich mit dem besten Finish durch und lief als Olympiasieger ins Ziel. Aus dem hinteren Feld zog der Südafrikaner Hezekiél Sepeng an allen anderen vorbei und gewann die Silbermedaille knapp vor Frederick Onyancha. Beide und auch der viertplatzierte Norberto Téllez waren schneller als der bisher gültige Olympiarekord des Brasilianers Joaquim Cruz von 1984. Fünfter wurde Nico Motchebon vor David Kiptoo. Johnny Gray hatte auf der Zielgerade keine Kraft mehr und kam als Siebter ins Ziel, Achter wurde der Marokkaner Benyounès Lahlou.
Vebjørn Rodal war der erste norwegische Olympiasieger über 800 Meter.

## Videolinks
- 6514 Olympic 1996 800m Men, youtube.com, abgerufen am 4. Januar 2022
- Men's 800m Final Atlanta Olympics 31-07-1996, youtube.com, abgerufen am 4. Januar 2022
- Men's 800m Final Atlanta Olympics 1996, youtube.com, abgerufen am 26. Februar 2018